# 铝锂合金
铝锂合金是一类铝和锂的合金，通常还含有铜和锆。由于锂是密度最小的元素金属，这类合金的密度明显小于铝。商用铝锂合金含锂量质量比高达2.45%。

## 晶体结构
用锂合金降低结构质量有三个作用：
取代锂原子比铝原子轻;然后每个锂原子从晶格中移出一个铝原子，同时保持晶格结构。每将质量为1%的锂添加到铝中，合金的密度就会降低3%，硬度会增加5%。这种效应达到了锂在铝中的溶解度极限，为4.2%。